# Tumulus von Mousseaux
Der Tumulus von Mousseaux (französisch Dolmen des Mousseaux) ist eine Megalithanlage beim Hafen von Pornic, an der Côte de Jade, südlich von Saint-Nazaire im französischen Département Loire-Atlantique in der Region Pays de la Loire.
Der seit 1840 bekannte, in den 1970er Jahren ausgegrabene und von J. L’Helgouach (1933–2000) restaurierte Tumulus gehört typmäßig zu den im 5. oder 4. Jahrtausend v. Chr. entstandenen Loiredolmen, zu denen auch der benachbarte doppelte Tumulus von Dissignac gehört. Er enthält zwei unterschiedlich geformte Dolmen. Dolmen ist in Frankreich der Oberbegriff für Megalithanlagen aller Art (siehe: Französische Nomenklatur). Der linke der Dolmen von Mousseaux hat die Form eines Taukreuzes mit gegenüberliegenden Seitennischen am Gangende. Der rechte Dolmen ist eine Halbierung des linken, in der Form des Buchstaben „F“. Der steinerne Tumulus ist ein dreistufiger Hügel, der konzentrisch erhöht ist. Die gefundene Keramik ähnelt der im Morbihan und im Finistère.

## Tourismus
Über Saint-Nazaire bzw. Pornic verläuft die Route Bleue (deutsch „Blaue Route“), an der elf bedeutende prähistorische Megalithmonumente liegen. Darunter befindet sich der Tumulus von Dissignac (No. 1) nahe der Stadt. Unter den Dolmen der Croix de Sandun (3), der Kerbourg (4), der du Riholo (5), der des Rossignols (6), der Tumulus von Mousseaux, westlich von Pornic (9), der la Joselière (10) und der du Pré d’Aire (11) sind die Nr. 9–11 an der Pays de Rets besonders bekannt. Dazu kommen drei Menhire: der Menhir von Bissin (No. 2), der 2,1 m hohe Pierre de Couche (7) und der etwa 2,7 m hohe Menhir de la Pierre Attelée (8), der seit 1992 als historisches Denkmal klassifiziert ist.